# Bataille de Chora
Guerre d'Afghanistan
La bataille de Chora oppose, durant la guerre d'Afghanistan, la guérilla talibane aux forces afghanes et aux forces occidentales, notamment, pour cette bataille, aux forces néerlandaises. Elle a eu lieu du 15 au 19 juin 2007 à Chora, village de 3 000 habitants, dans la province d'Oruzgan.

## Contexte
Le village de Chora, sur la route de la capitale provinciale de Tarin Kowt et du district de Gizab, est un lieu stratégique pour les talibans. Lors de leur offensive estivale de 2007, les insurgés lancent mi-juin une attaque pour s'emparer du village. En face, la zone est tenue par un peu plus de 150 soldats néerlandais, dont le nombre passe, par l'arrivée de renforts, à 500 le 18 juin, une centaine de soldats australiens et 250 à 300 policiers et miliciens afghans.

## La bataille
Le 15 juin, une patrouille néerlandaise est touchée par une attaque suicide qui tue un soldat de la FIAS et plusieurs civils. Le lendemain, par leurs appareils de surveillance aérienne, les américains repèrent un groupe de rebelles se dirigeant vers Chora et préviennent la garnison néerlandaise. Peu après, des postes de police afghans, situés le long de la route entre Chora et Tarin Kowt, sont attaqués simultanément et les talibans s'emparent aussi de zones résidentielles. Des troupes de l'infanterie néerlandaise sont envoyées en renfort. L'aviation de l'OTAN commencent aussi en soutien  une série de raids contre les combattants talibans. La bataille de Chora s'engage. Cette bataille, qui va durer quatre jours, est la plus importante de son histoire pour l'armée néerlandaise depuis la guerre de Corée, en 1950.
Outre l'intervention aérienne, des obus sont tirés dans la nuit du 16 au 17 juin vers les quartiers résidentiels où des talibans sont censés s'être infiltrés. Les 17 et 18 juin, d'autres renforts néerlandais arrivent à Chora. Six F-16 néerlandais interviennent aussi pour soutenir leur infanterie,. Les talibans continuent cependant de progresser et ils prennent le contrôle de plusieurs quartiers résidentiels. Cette progression est arrêtée le 18 au soir. Le 19, une contre-offensive des défenseurs néerlandais et afghans permet de reprendre le contrôle des quartiers résidentiels et les postes de police dont les talibans s'étaient emparés le 16 juin.

## Pertes
Les combats urbains ont fait de nombreux morts parmi les civils. Au moins 61 d'entre eux ont été tués. La Coalition perd 20 morts (16 policiers afghans, 2 Néerlandais, 1 Américain et 1 Australien) tandis que les pertes talibanes sont estimées à 71 morts,.

## Enquêtes sur les morts civils
Dans les jours qui suivent la bataille, des enquêtes sont déclenchées par les autorités militaires concernées. Elles concernent notamment le détail du déroulement des opérations et les morts de civils,. Les personnalités politiques et les journalistes qui tentent, après cette bataille, d’obtenir des informations se heurtent par contre au silence des autorités. Deux journalistes du quotidien De Telegraaf affirment que les militaires ont reçu également l’ordre de se taire.

## Suites judiciaires devant un tribunal de La Haye en 2021/2022
Un procès, intenté contre l’État néerlandais par quatre citoyens afghans, parents de personnes tuées lors des combats, s’ouvre fin mars 2021, devant un tribunal de district de La Haye. Le jugement est rendu en novembre 2022,. Ce jugement impose à l’État néerlandais d'indemniser les victimes des bombardements néerlandais ayant détruit un immeuble résidentiel lors de la bataille. Dans son jugement, le tribunal constate que le ministère de la Défense n’avait pas précisé comment il était parvenu à la conclusion d'une utilisation par les talibans de cet ensemble de constructions civiles. Le tribunal estime que l’État a violé le principe de distinction du droit international humanitaire, qui impose aux belligérants de faire constamment la distinction entre la population civile et les combattants des deux bords.